# Вале Сан Ђорђо (Падова)
Вале Сан Ђорђо је насеље у Италији у округу Падова, региону Венето.
Према процени из 2011. у насељу је живело 155 становника. Насеље се налази на надморској висини од 39 м.